# キル・ロック・スターズ・レコード
キル・ロック・スターズ・レコード（Kill Rock Stars Records) は、アメリカ合衆国のレコード・レーベルである。所在地はオレゴン州ポートランド。1991年に、スリム・ムーンによって創設された。主に、パンクなどのオルタナティヴ・ロックの作品を中心に発表をしているが、コメディアンも所属している。

## 主な所属アーティスト
- ディアフーフ
- ビキニ・キル
- Boats
- Casual Dots
- Comet Gain
- Erase Errata
- The Everyothers
- Gold Chains & Sue Cie